# Palazzo Bottiglieri (Salerno)
Il Palazzo Bottiglieri di Salerno si trova nel Centro storico di fronte alla Fontana dei Pesci.

## Caratteristiche
Il Palazzo prende nome dalla famiglia Bottiglieri che lo compro' nel Settecento ed è situato nella parte superiore del Sedile del Campo, a poca distanza dal Palazzo Genovese.
Il Palazzo ha una forma simmetrica e nel piano superiore ospitava le stanze "nobiliari" di questa importante famiglia salernitana, avendo un portone di tufo decorato con un'enorme testa a sembianza di maschera mitologica.
Il Palazzo fu edificato nel tardo Cinquecento su pre-esistenti strutture, deducibili da caratteri stilistici quali il portone che ha un Portale "con un caratteristico disegno sfrangiato delle bugne e con il mascherone centrale di gusto manieristico", secondo Enza Sambroia
.
Il barone Bottiglieri a fine Ottocento e primi Novecento vi faceva celebrare -di fronte al portone- alcune festivita' cittadine con orchestre a sue spese
Nel 1884 al pianterreno del Palazzo fu stabilito l'ufficio principale della Banca Salernitana.
Nel 1943 il Palazzo ha sofferto danni minori a causa dei bombardamenti alleati, ma fu completamente riparato negli anni cinquanta del secolo scorso.